# معتمدية سيدي ثابت
معتمدية سيدي ثابت إحدى معتمديات الجمهورية التونسية، تابعة لولاية أريانة.